# Titanic II
Titanic II – film katastroficzny z 2010 roku, direct-to-video, wyreżyserowany przez Shane’a Van Dyke’a, dystrybuowany przez The Asylum. Film nie jest kontynuacją ani remakiem filmu Titanic Jamesa Camerona z 1997 roku, choć strona internetowa Dread Central zasugerowała, iż film może być mockbusterem tego filmu. Film został wydany w Australii 7 sierpnia 2010. Premiera w Wielkiej Brytanii i Irlandii miała miejsce 9 sierpnia 2010 roku na kanale SciFi Universal, a 24 sierpnia 2010 w Stanach Zjednoczonych. Film został negatywnie odebrany zarówno przez krytyków jak i przez publiczność, co zaowocowało oceną 1,8 na stronie Internet Movie Database.

## Obsada
- Shane Van Dyke – Hayden Walsh
- Marie Westbrook – Amy Maine
- Bruce Davison – kapitan James Maine
- Brooke Burns – doktor Kim Patterson
- Michelle Glavan – Kelly Wade
- Carey Van Dyke – Elmer Coolidge
- D.C. Douglas – kapitan Will Howard
- Dylan Vox – Dwayne Stevens
- Wittly Jourdan – Elijia Stacks
- Myles Cranford – admirał Wes Hadley
- Sarah Belger – Casey

## Fabuła
Akcja filmu rozgrywa się w kwietniu 2012 roku, 100 lat po zatonięciu Titanica. Nowy, luksusowy wycieczkowiec nazwany SS Titanic II po ochrzczeniu rusza w dziewiczy rejs na tej samej trasie, którą Titanic miał odbyć 100 lat wcześniej. Jednak podróż Titanica II rozpoczyna się w Stanach Zjednoczonych, a planowany koniec znajduje się w Wielkiej Brytanii. W jej trakcie ma miejsce podwodne trzęsienie ziemi, które wywołało tsunami. Doprowadziło ono do zderzenia się góry lodowej ze statkiem, wskutek czego prawa burta statku została zmiażdżona, eksplodowały turbiny, wywołując pożar.